# أنتوني إدواردز (لاعب كرة قدم أمريكية)
أنتوني إدواردز (بالإنجليزية: Anthony Edwards)‏ هو لاعب كرة قدم أمريكية أمريكي، ولد في 26 مايو 1966 في كازا غراندي في الولايات المتحدة.

## وصلات خارجية
- أنتوني إدواردز على موقع مرجع كرة القدم المحترفة.كوم (الإنجليزية)